# Parada Agronomía
Agronomía fue una pequeña estación ferro-tranviaria perteneciente a la línea Urquiza.

## Ubicación
Se encontraba ubicada en la intersección de la Avenida de las Casuarinas, dentro de la Facultad de Agronomía, con las vías del ferrocarril Urquiza.

## Servicios
Prestaban parada los trenes locales con destino y provenientes de Federico Lacroze.

## Historia
Fue inaugurada por el Ferrocarril Central de Buenos Aires. En 1973, durante la renovación total de material rodante, todas las estaciones fueron modificadas para incorporar al nuevo material rodante que remplazaría a los viejos tranvías suburbanos. Se reconstruyeron los andenes y se dieron de baja las paradas cercanas entre sí. Agronomía fue desactivada por su proximidad a Arata.
Actualmente el borde del ascendente todavía subsiste.